# Cooper Flagg
Cooper Flagg, né le 21 décembre 2006 à Newport dans le Maine, est un joueur américain de basket-ball évoluant au poste d'ailier voire d'ailier fort. 
Au cours de sa dernière année de lycée à la Montverde Academy, Flagg remporte plusieurs titres de joueur national de l'année.
Il est sélectionné en première position lors de la draft 2025 de la NBA par les Mavericks de Dallas.

## Enfance et début au basket-ball

### Lycée
Flagg nait le 21 décembre 2006 à Newport, dans l'État du Maine. Il commence ses années lycées au lycée régional de Nokomis à Newport.
Pour la saison 2021-2022, il devient le premier étudiant de première année à être nommé joueur de l'année du Maine Gatorade après des moyennes de 20,5 points, 10 rebonds, 6,2 passes décisives, 3,7 interceptions et 3,7 contres par match. Son lycée remporte le championnat d'État. Lors de la finale, Cooper Flagg inscrit 22 points, et récupère 16 rebonds dans une victoire 43 à 27 contre le Lycée de Falmouth.
À la fin de sa première année, il est transféré au lycée Montverde Academy, à Montverde en Floride.
Pour la saison 2022-2023, ses statistiques baissent et il inscrit en moyenne 9,8 points, prend 5,2 rebonds et fait trois passes décisives par match. Cette saison-là, il est nommé MVP de la Hoophall Classic 2023 après avoir inscrit 21 points avec 5 interceptions, 5 rebonds et 3 passes décisives lors de la victoire 85-63 de Montverde contre l'Académie La Lumière. Il est également nommé demi-finaliste pour le prix Naismith Prep Player of the Year.
Pour sa dernière saison de lycée (2023-2024), il reste au lycée Montverde Academy. Flagg est sélectionné pour participer au McDonald's All-American Boys Game 2024. Le 27 mars 2024, il est nommé joueur national de l'année Gatorade. Flagg est également nommé Mr Basketball USA et Naismith Prep Player of the Year. Il termine la saison avec des moyennes de 16,4 points, 7,5 rebonds, 3,8 passes décisives et 2,7 contres par match au cours, le tout en menant les Eagles à un bilan de 34 victoires pour 0 défaites sur la saison. Grâce à cela, l'équipe décroche son huitième titre national du programme.

### Université
Avant même le début de sa dernière année de lycée, Cooper Flagg signe une lettre d'intention pour jouer pour les Blues Devils de Duke. Ainsi, à la fin de la saison, il rejoindra l'université Duke, en Caroline du Nord. Il s'y inscrit en juin 2024, afin de pouvoir participer aux entraînements estivaux de l'équipe.
En janvier 2025, Flagg marque 42 points dans une victoire contre le Fighting Irish de Notre Dame. Il établit ainsi un nouveau record du nombre de points marqués par un freshman (joueur de première année) de l'Atlantic Coast Conference. Le précédent record était détenu par Olivier Hanlan avec 41 points.
Duke et Flagg se qualifient pour le tournoi final NCAA 2025 où ils sont tête de série numéro 1 à l'est. Les Blue Devils remportent le tournoi de la région Est et atteignent le Final Four. Flagg est éliminé en demi-finale par les Cougars de Houston (70-67). Il est toutefois sélectionné dans le meilleur cinq du Final Four. Il est ainsi le 5e joueur depuis l'an 2000 à être sélectionné dans le meilleur cinq sans jouer la finale. Flagg est aussi élu joueur de l'année au niveau universitaire par CBS.
Flagg est inscrit à la draft 2025 de la NBA.

### NBA
Il est choisi à la première position de la draft 2025 par les Mavericks de Dallas.

## Team USA
Flagg joue pour l'équipe américaine de basket-ball des moins de 17 ans lors de la Coupe du monde des moins de 17 ans 2022. Flagg est nommé dans l'équipe All-Tournament avec des moyennes de 9,3 points, 10 rebonds, 2,9 contres et 2,4 interceptions par match. Son équipe remporte la médaille d'or. Lors de la finale Flagg marque 10 points, récupère 17 rebonds, fait 8 interceptions et 4 contres lors d'une victoire de 79 à 67 contre l'Espagne en finale. Il est nommé athlète masculin de l'année 2022 aux États-Unis pour sa performance lors de la Coupe du monde des moins de 17 ans et est le plus jeune joueur à remporter ce prix,.
À 17 ans, Flagg est sélectionné dans l'équipe USA Select pour s'entraîner avec l'équipe des États-Unis en préparation pour les Jeux olympiques d'été de 2024,. Il est le premier joueur universitaire à rejoindre l'équipe nationale depuis Marcus Smart et Doug McDermott en 2013. À la suite d'une des séances, Kevin Durant déclare : « C’est déjà un sacré joueur. Et il ne peut que progresser avec plus d’expérience. Il a 17 ans et joue presque comme un ancien. Il ne laisse transparaître aucune émotion. Il va sur le terrain, fait son job. C’est toujours bon signe ».

## Vie privée
La mère de Cooper Flagg, Kelly, joue au basket-ball universitaire dans le Maine où elle était capitaine d'équipe en tant que senior,. Son père, Ralph, joue au basket-ball NJCAA au Eastern Maine Community College. Flagg a un frère jumeau, Ace, avec qui il est coéquipier au lycée Nokomis et qui a également été transféré à Montverde. Le frère aîné de Flagg, Hunter, était également un joueur de basket-ball de Nokomis et était en troisième année lorsque ses deux petits frères étaient en première année.